# Ligne S1 du RER bâlois
 (avril 2012).
Si vous disposez d'ouvrages ou d'articles de référence ou si vous connaissez des sites web de qualité traitant du thème abordé ici, merci de compléter l'article en donnant les références utiles à sa vérifiabilité et en les liant à la section « Notes et références ».
La ligne S1 est une ligne du RER trinational de Bâle créée en 1997.
Cette ligne relie avec une cadence à la demi-heure Frick respectivement Laufenburg à Bâle.

## Matériel roulant passé et présent
RABe 521 (partie Suisse)
RABe 522 (partie Suisse)

## 1997-2009
Ligne directe de Frick/Laufenburg - Bâle CFF - Mulhouse

## À partir de fin 2009
Ligne Frick/Laufenburg - Bâle CFF avec changement pour le TER Bâle CFF - Mulhouse